# Ernest Breitenstein
Ernest Breitenstein, cunoscut și sub numele Ernst Breitenstein, (n. 23 martie 1923, Sibiu, România – d. 20 mai 1990, București, România) a fost un ziarist și om politic român, de origine germană. Ernest Breitenstein a studiat la Facultatea de ziaristică din Leipzig, R.D.G.; a urmat un curs postuniversitar și a dat  doctoratul la Academia de Științe Social-Politice „Ștefan Gheorghiu“. A fost membru de partid din 1939; redactor-șef al ziarului „Neuer Weg“ (din 9 iun. 1976–în mart.1985); vicepreședinte al Consiliului oamenilor muncii de naționalitate germană din R.S.R. Deputat în M.A.N., ales în circ. elect. nr. 5 Oravița, jud. Caraș-Severin (1975–1980) și nr.7, Miercurea Sibiului, jud. Sibiu (1985–1989); membru al Comisiei constituționale și juridice a M.A.N. 